# Wikariusz
Wikariusz (łac. vicarius) – zastępca głównego duchownego w kościele, w parafii, diecezji, zgromadzeniu zakonnym, a w szczególności:
- zastępca lub pomocnik proboszcza w Kościele katolickim[1] i Cerkwi prawosławnej[2];
- ksiądz pomocniczy, ksiądz wikariusz w Kościele ewangelickim[3];
- nieordynowany duchowny przygotowujący się do ordynacji pastorskiej w Kościele baptystycznym[4];
- wikariusz apostolski – duchowny z uprawnieniami biskupa diecezjalnego zarządzający wikariatem apostolskim, terytorium niebędącym jeszcze diecezją;
- wikariusz biskupi (patriarchalny) – duchowny wyznaczony przez biskupa diecezjalnego (patriarchę) dla danego obrządku lub do sprawowania władzy wykonawczej w części diecezji lub w części spraw[5][1];
- wikariusz generalny – duchowny (biskup pomocniczy lub prezbiter) wyznaczony przez biskupa diecezjalnego do pomocy w zarządzaniu całą diecezją jako jego pełnomocnik; w zakonie franciszkańskim zastępca generała[1];
- wikariusz kapitulny – dawniej duchowny, często prałat lub biskup pomocniczy wyznaczony przez kapitułę katedralną do zarządzania diecezją (funkcja zniesiona po promulgacji Kodeksu Prawa Kanonicznego w 1983);
- wikariusz parafialny (wikary) – duchowny wyznaczony przez ordynariusza do pomocy proboszczowi w zarządzaniu parafią[6];
- wikariusz substytut – duchowny, wikariusz parafialny, zatwierdzony przez biskupa ordynariusza - czasowo zarządzający parafią i zastępujący nieobecnego proboszcza[7];
- wikariusz regionalny – nazwa funkcji (numerariusza - prezbitera) szefa Prałatury Opus Dei na poziomie regionalnym.
- wikariusz prowincjalny – zastępca ministra prowincjalnego w zgromadzeniach zakonnych.
- wikariusz sądowy – duchowny wykonujący w zastępstwie i w imieniu biskupa diecezjalnego pełnię jurysdykcji biskupiej w zakresie sądownictwa kościelnego w diecezji.